# Margegaj
Margegaj là một xã trong quận Tropojë thuộc hạt Kukës, Albania. Dân số năm 2005 là 3293 người.